# پیامبر، طلا و اهالی ترانسیلوانی
پیامبر، طلا و اهالی ترانسیلوانی (به رومانیایی: Profetul, aurul şi ardelenii) یک فیلم کمدی وسترن به کارگردانی دان پیتسا است که در سال ۱۹۷۸ منتشر شد.

## بازیگران
- ایلاریون چوبانو
- ماریانا میهوتس
- اوویدیو یولیو مولدوان
- میرچئا دیاکونو
- ویکتور ربنجوک
- گئورگه ویسو
- اُلگا تودوراکه
- آریستیده تیکا
- دورین درون
- سابولچ چخ